# Matty Healy
Matthew Timothy Healy (Londres, Inglaterra; 8 de abril de 1989), conocido como Matty Healy, es un cantante, compositor y productor discográfico inglés, reconocido por ser el vocalista principal y principal compositor de la banda de indie art pop, The 1975.
Nacido en Londres y criado principalmente en el pueblo de Alderley Edge en Cheshire, Healy formó The 1975 en 2002 con sus compañeros de escuela en Wilmslow High School. Tras firmar con el sello discográfico independiente Dirty Hit, la banda lanzó cuatro extended plays antes de lanzar su álbum de estudio homónimo en 2013. Le siguieron I Like It When You Sleep, for You Are So Beautiful yet So Unaware of It (2016), A Brief Inquiry into Online Relationships (2018), Notes on a Conditional Form (2020) y Being Funny in a Foreign Language (2022). Cada uno de sus álbumes de estudio alcanzó el número uno en la lista de álbumes del Reino Unido y figuró en el Billboard 200, recibiendo elogios de la crítica y apareciendo en listas de fin de año y fin de década de numerosas publicaciones.
Defensor vocal de los derechos LGBTQ+ y de la mitigación del cambio climático, las canciones y actuaciones de Healy también abordan temas como la cultura de internet, la masculinidad, el entorno social y político, así como su vida personal y relaciones, ha sido descrito como un «portavoz de la generación del milenio» por Rolling Stone, «el niño terrible del pop rock» por Pitchfork, «un chico malo astutamente autodidacta» por NPR, un «provocador experto» por Slant Magazine y «conoclasta» por NME.
Ganador de cuatro Brit Awards y dos premios Ivor Novello, incluido el de «Compositor del Año», y también ha sido nominado dos veces para el Mercury Prize y los premios Grammy.

## Activismo y uso de su plataforma

### Derechos LGBTQ+

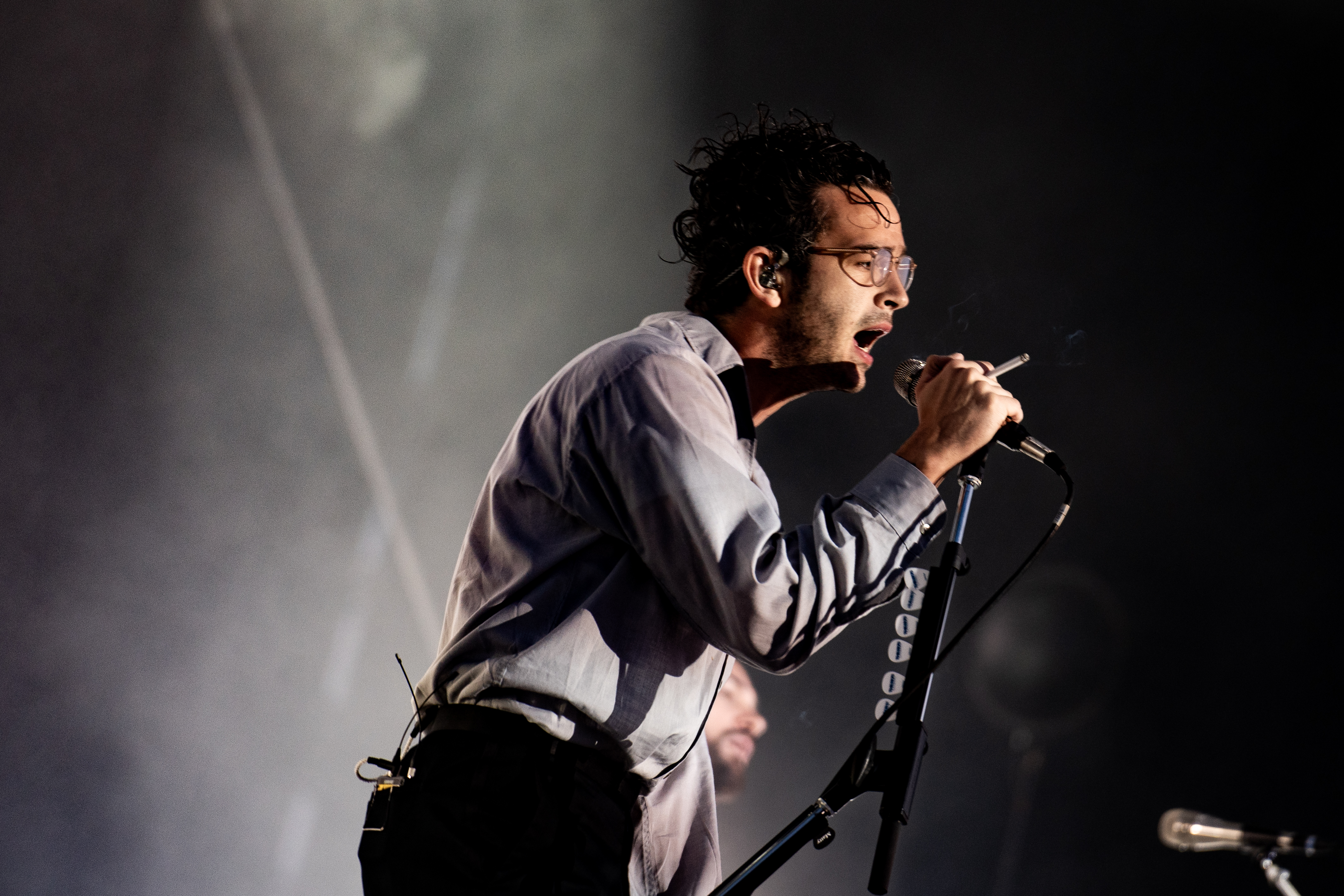
Healy actuando en Alemania en 2023.

Healy ha sido un firme defensor de los derechos LGBTQ+. En 2018, él y sus compañeros de banda realizaron lo que The Guardian describió como una «significativa» donación a un centro comunitario LGBTQ+ en Londres. En junio de 2019, Healy ganó el premio Ally of the Year en los Premios Diva por utilizar su plataforma para promover los derechos LGBTQ+. En 2020, apareció en la portada del número de Activistas y Aliados de Attitude. En diciembre de 2022, actuó en el octavo espectáculo benéfico anual de la Coalición Ally en apoyo a la juventud LGBTQ+.
En agosto de 2019, a Healy se le prohibió la entrada a Dubái después de mostrar una bandera del orgullo y besar a un fan masculino en el escenario en protesta contra las leyes anti-LGBT de Dubái, un acto que podía ser castigado con diez años de prisión. En una entrevista posterior, reflexionó que «se sintió bastante irresponsable» pero finalmente lo desestimó.
En 2023, Healy, así como el resto de The 1975, fueron brevemente encarcelados y prohibidos en Malasia y obligados por las autoridades a terminar prematuramente su actuación en el Good Vibes Festival después de que criticara las ampliamente impuestas leyes anti-LGBT del país y besara al compañero de banda Ross MacDonald en el escenario. Los organizadores cancelaron posteriormente el resto del festival de tres días, por órdenes del gobierno, argumentando que la «conducta y comentarios controvertidos» de Healy están «en contra de las tradiciones y valores de la cultura local». La protesta fue recibida tanto con críticas como con elogios. Healy abordó el incidente durante el concierto de la banda en Dallas declarando: «Si realmente crees que los artistas tienen la responsabilidad de defender sus virtudes liberales utilizando sus grandes plataformas, entonces esos artistas deberían ser juzgados por el peligro y la incomodidad que enfrentan al hacerlo, no por las recompensas que reciben por repetir el consenso. No hay nada particularmente impactante o valiente en cambiar tu maldita foto de perfil mientras estás sentado en tu casa en Los Ángeles». Peter Tatchell, activista de derechos humanos y LGBTQ, escribiendo para The Guardian, escribió que las críticas a Healy y la banda «desvían la atención de donde las críticas deberían dirigirse con más urgencia: contra la homofobia del régimen de Kuala Lumpur». También expresó que Healy no es un salvador blanco por mostrar solidaridad con la comunidad, ya que «los derechos queer son un derecho humano universal, no occidental».
Healy ha criticado las leyes transgénero de Misisipi llamándolas «una mierda» en un discurso en el escenario durante su presentación en Still... At Their Very Best en 2023.

### Contra el sexismo y machismo
Matty junto a sus compañeros de banda anunciaron que harían todo lo posible para tocar solamente en festivales donde el lineup sea equitativo entre mujeres, al señalar que no había mucha presencia femenina en ellos.

### Mitigación del cambio climático
Healy es un defensor activo de los problemas relacionados con el cambio climático. En 2020, invitó a Greta Thunberg a grabar un discurso sobre el cambio climático para una canción de The 1975. El diputado conservador David Davies acusó a Healy de «hipocresía» debido a su agenda de giras, pero Healy respondió: «La idea de que nadie debería decir nada o tratar de ayudar si no han descubierto al 100% cómo ser neutrales en carbono, junto con el resto del mundo, es una forma realmente ilógica de pensar sobre el problema».
Healy y The 1975 utilizan una empresa de «eco-gestión» cuando están de gira; se planta un árbol por cada entrada vendida en su gira Music for Cars, el catering del equipo es sostenible, no hay plásticos y se establece un área en cada lugar donde las personas pueden aprender sobre «reciclaje adecuado». Los cuatro espectáculos de la banda en el O2 Arena de Londres en 2024 marcarán los primeros eventos del mundo con eliminación de carbono. Esto implica que el dióxido de carbono generado por los eventos se extraerá del aire, además de plantar árboles y esparcir roca volcánica absorbente de dióxido de carbono en tierras de cultivo.

### Cuestiones de género
Healy ha sido muy vocal sobre los derechos de las mujeres, especialmente en lo que respecta a la industria musical. En 2018, se disculpó después de declarar que «la razón por la que el machismo ya no ocurre en el rock and roll es porque es un vocabulario que existió durante tanto tiempo que fue erradicado». Más tarde, describió sus comentarios como «ignorantes» y «equivocados, simplemente malinformados». Cuando The 1975 ganó el premio al «Mejor Grupo Británico» en los premios Brit de 2019, Healy utilizó su discurso de aceptación para criticar el machismo en la industria musical, citando un artículo de la periodista de The Guardian, Laura Snapes. También ese año, Healy denunció las leyes antiaborto de Alabama durante un concierto en el estado. En 2020, se comprometió a actuar solo en festivales de música con una alineación equilibrada en cuanto a género.
Healy ha hablado sobre cómo los jóvenes son radicalizados en comunidades anti-feministas: «Sé que la derecha tiene más éxito en la adquisición de jóvenes que la izquierda, y como alguien que definitivamente está en la izquierda, es interesante observar, porque la izquierda no parece tener una masculinidad ideal, mientras que la derecha tiene una muy, muy fácil». Ha señalado que en la cultura pop contemporánea, el hombre celebrado es «una especie de pieza de rendimiento meta sobre la deconstrucción»: «La única forma de masculinidad que se celebra es una que la deconstruye. Entonces: en un vestido. No sé qué es ser un hombre si no estás simplemente deconstruyendo ser un hombre y teniendo eso [sea] celebrado».

## Vida personal
Healy reside en el noroeste de Londres. En 2013, se le vinculó sentimentalmente con la cantante estadounidense Halsey. Mantuvo una relación con la modelo australiana Gabriella Brooks (2015–2019) y con la cantante inglesa FKA Twigs (2020–2022). Desde septiembre de 2023, está saliendo con la modelo y músico estadounidense Gabbriette.
Healy se identifica como heterosexual y ha dicho que no se siente atraído por los hombres de manera «carnal o sexual». En 2019, Queerty informó que Healy se había autodenominado «esteta». Healy emitió una declaración en Twitter criticando a la publicación por malinterpretar sus palabras: «No me autodenominé como nada... No estoy jugando un juego y tratando de ocupar espacios queer, simplemente estoy tratando de ser un aliado y este titular me incomoda». Healy fue un adolescente «delgado y afeminado» y se sintió atraído por George Michael, Prince y Michael Jackson en lugar de figuras tradicionales de masculinidad. Los padres de Healy trabajaban en industrias creativas y «las personas a las que aspiraba a ser, resulta que eran homosexuales». «Supongo que tendría más sentido que fuera gay o bisexual. Pero es simplemente de donde vengo. Espero nunca explotar eso... La idea de hacer que una persona cis, blanca y heterosexual sea más interesante al alinearse con esa cultura realmente me hace retorcerme».
Healy se ha sometido a cirugía LASIK para corregir su visión. Ha sido diagnosticado clínicamente con TDAH. En una entrevista de 2022, mencionó estar en terapia y se refirió a lidiar con traumas de «algunas experiencias sexuales tempranas que, a medida que [se] hacía mayor, fueron realmente, realmente difíciles de manejar». Healy es un adicto recuperado a la heroína y también ha tenido problemas con el abuso de cocaína y benzodiazepinas. A fines de 2017, pasó siete semanas en una clínica de rehabilitación de drogas en Barbados, después de una intervención de sus compañeros de banda. Ha hablado abiertamente sobre su consumo de drogas: «No quiero fetichizarlo, porque es realmente aburrido y realmente peligroso. La idea de ser para un joven lo que personas como Burroughs fueron para mí cuando era adolescente me hace sentir mal». Hasta 2022, Healy sigue fumando marihuana.